# アルヴォ・ユルッポ
アルヴォ・ヘンリク・ユルッポ（フィンランド語: Arvo Henrik Ylppö、1887年10月27日 - 1992年1月28日）は、フィンランドの小児科医。20世紀におけるフィンランドの乳児死亡率を大きく低下させたことで知られる。

## 生涯

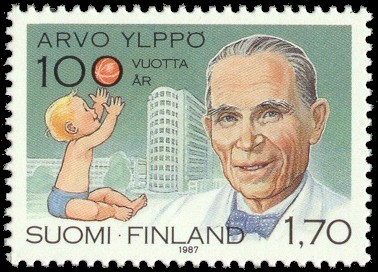
アルヴォ・ユルッポ生誕100年を記念して発行された切手

1887年10月27日、フィンランド大公国アカーの農家の家庭に生まれた。ユルッポは早産であり、その影響から生涯背は低かった。1906年、ヘルシンキ大学に入学し小児科学を専攻。1912年からはベルリンの帝国小児病院で勤務し、翌年小児のビリルビン代謝に関する論文を発表している。1914年3月に医学博士としてヘルシンキ大学を卒業した。
ドイツ滞在中、ユルッポは小児の病理解剖に関する研究に専念し、その成果は国際的な評価を得た。彼の成した研究は、早産の子供が死ぬ要因は単なる発育不良ではなく、治療可能なものであることを突き止めた。この研究により、早産の子供の治療を含めた小児医学は大きく進歩した。
1920年に帰国したユルッポはヘルシンキ大学中央病院で教鞭を執り、1925年に小児科学教授となった。
ユルッポは帰国後も精力的に研究を重ね、多くの医学雑誌に保育についての記事を寄せている。彼は他にも看護婦の育成やフィンランドにおける薬局産業の発展、医療問題の大衆化などに尽力した。
1957年、医師としての現役は退いたが、なお育児への支援を行った。1992年1月28日、ヘルシンキで死去。ヒエタニエミ墓地に埋葬された
。